# C. Randy Gallistel
Charles Ransom Gallistel (auch: Charles Randy Gallistel; * 18. Mai 1941 in Indianapolis) ist ein US-amerikanischer Psychologe.
Zuletzt war er Professor für Psychologie an der Rutgers University.
Er studierte an der Stanford University und wurde 1966 in Physiologischer Psychologie an der Yale University promoviert. Danach wechselte er an die University of Pennsylvania, wo er 1976 Professor wurde. Nach Tätigkeit an der University of California, Los Angeles (UCLA) trat er im Jahr 2000 seine Stellung an der Rutgers University an.
Eines seiner Forschungsgebiete ist die Psychologie des Zählens.

## Auszeichnungen
- 2001: Mitglied der American Academy of Arts and Sciences
- 2002: Mitglied der National Academy of Sciences

## Schriften (Auswahl)
- Gelman R, Gallistel CR. The child's understanding of number. Cambridge, MA: Harvard University Press; 1978
- Gallistel, C. R. (1990): The organization of learning. The MIT Press.
- Gallistel CR, Gelman R:  Preverbal and verbal counting and computation. Cognition. 1992 Aug;44(1-2):43-74. doi:10.1016/0010-0277(92)90050-r.
- Gibbon, J., Malapani, C., Dale, C. L., & Gallistel, C. R. (1997): Toward a neurobiology of temporal cognition: advances and challenges. Current opinion in neurobiology, 7(2), 170-184.
- Gallistel, C. R., & Gibbon, J. (2000): Time, rate, and conditioning. Psychological review, 107(2), 289.
- Gallistel, C. R., & Gelman, R. (2000): Non-verbal numerical cognition: From reals to integers. Trends in cognitive sciences, 4(2), 59-65.
- Gelman, R., Gallistel, C. R. (2009): The child's understanding of number. Harvard University Press.
- Memory and the Computational Brain : Why Cognitive Science will Transform Neuroscience / C. R. Gallistel ; Adam King. New York, NY : Wiley, John, & Sons, 2009. ISBN	978-1-405-12287-0.
- Gallistel, C. R. (2018): Finding numbers in the brain. Philosophical Transactions of the Royal Society B: Biological Sciences, 373(1740), 20170119.
- Gallistel CR: Our understanding of neural codes rests on Shannon's foundations. Behav Brain Sci. 2019 Nov 28;42:e226. doi:10.1017/S0140525X19001249.
- Gershman, S. J., Balbi, P. E., Gallistel, C. R., & Gunawardena, J. (2021): Reconsidering the evidence for learning in single cells. Elife, 10, e61907.
- C.R. Gallistel: The physical basis of memory, Cognition, Volume 213, 2021, 104533, https://doi.org/10.1016/j.cognition.2020.104533.